# Càsina
Càsina

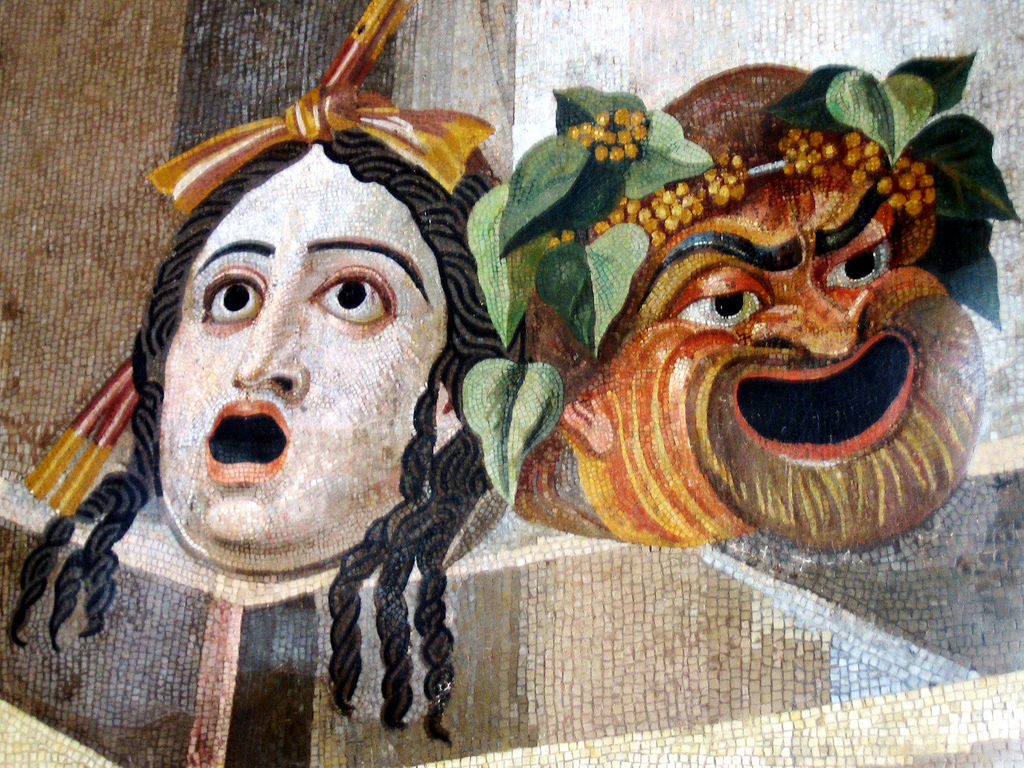
Màscares en un mosaic de la vil·la d'Adrià

(en llatí, Casina) és una comèdia escrita pel dramaturg romà Plaute. El tracta d'una fabulla palliata, és a dir, els personatges i l'ambientació són grecs.
Trobem en aquesta obra alguns dels personatge arquetípics plautins, com l'esclau nascut lliure, la domina dominadora, el vell lasciu, l'esclau astut, etc.

## Argument
Càsina explica la història d'un pare i el seu fill que s'enfronten per l'amor de la mateixa esclava; el pare desitja que Càsina es casi amb un colon seu per poder gaudir-la els dos, mentre que el fill pretén que Càsina es casi amb el seu esclau amb la mateixa intenció. Per qüestions de negocis, el fill es troba de viatge, per la qual cosa serà la seva mare qui vetlli pels seus interessos. Llavors, ajudada per les altres dones de l'obra, sense comptar amb la mateixa Càsina, la mare disfressa Calino (l'esclau del fill) de núvia perquè, quan l'esclau del pare vagi a jeure amb ell, pensi que es tracta de Càsina i s'endugui una trista sorpresa. La vergonya del pare i del seu esclau és enorme en descobrir que han estat a punt de jeure amb una persona que no era la seva estimada Càsina i que han estat enganyats. A sobre, el pare no pot ocultar el que pretenia fer amb la seva esclava, per la qual cosa la seva esposa s'enfada molt. Finalment, en tornar el fill del seu viatge, es casa amb Càsina, que resulta ser filla d'un home lliure.

## Característiques
Aquesta obra, caracteritzada pels girs del llenguatge, les situacions extravagants i còmiques i la vivacitat amb la qual se succeeixen els fets, guarda en si mateixa unes conclusions importants: la primera n'és la importància del matrimoni i la fidelitat i com els déus castiguen amb la deshonra i la humiliació l'home que intenta ser adúlter; la segona, com les dones romanes, al contrari de les gregues, tenien certa llibertat i el dret d'humiliar els seus marits si veien que aquests anaven a realitzar alguna falta contra elles. Finalment, cal remarcar la poca importància de l'opinió dels esclaus, els quals no podien decidir si volien o no casar-se amb Càsina.